# Triangular de Arica 1968
Triangular de Arica 1968 corresponde a la 18.ª edición del torneo amistoso de fútbol. Conocido como “Clásico de Los Andes”, torneo correspondiente a la segunda versión. 
Se desarrolló en mes de octubre bajo el sistema de eliminación directa y los partidos se jugaron en el Estadio Carlos Dittborn de Arica y el triunfador fue el conjunto de Universidad de Chile.    

## Datos de los equipos participantes
| Equipo               | Calidad                                                        |
| -------------------- | -------------------------------------------------------------- |
| Universidad de Chile | Anfitrión y campeón de la Primera División de Chile 1967       |
| The Strongest        | Invitado y tercer lugar de la Copa Simón Bolívar – La Paz 1967 |
| Deportivo Municipal  | Invitado y campeón invicto Segunda División Peruana 1968       |

## Partidos

### Primera Fecha
| 16 de octubre de 1968 | Universidad de Chile                                                                                 | 5:1 | The Strongest | Estadio Carlos Dittborn, Arica, Arica |                               |
|                       | Félix Lasso 26' · Eduardo Peralta 51' · Francisco Las Heras 69' · Carlos Campos 85' · Adolfo Nef 89' |     | Marchetti 88' | Árbitro(s): Rafael Hormazábal         | Árbitro(s): Rafael Hormazábal |

### Segunda fecha
| 17 de octubre de 1968 | Universidad de Chile | 1:0 | Deportivo Municipal Club Atlético | Estadio Carlos Dittborn , Arica, Arica |                               |
|                       | Eduardo Peralta 82'  |     |                                   | Árbitro(s): Rafael Hormazábal          | Árbitro(s): Rafael Hormazábal |
| 1.                    |                      |     |                                   |                                        |                               |

## Campeón
| Chile                          |
| Universidad de Chile 5º título |